# Squadra mobile
La Squadra mobile è un ufficio della Polizia di Stato italiana, incardinato in ogni questura, cui sono demandati compiti di polizia giudiziaria. 
La sua istituzione si deve al commissario di pubblica sicurezza Mario Nardone, tra gli anni quaranta e anni cinquanta. Le squadre mobili dipendono dal Servizio centrale operativo (Sco) della Direzione centrale anticrimine.

## Competenze
D'iniziativa o su delega dell'autorità giudiziaria  conduce attività investigative finalizzate alla individuazione dei responsabili dei reati ed alla raccolta delle relative fonti di prova. Dunque, essendo questo un ufficio di polizia giudiziaria, gli agenti preposti vi operano quasi esclusivamente in borghese (cioè indossando abiti civili anziché la divisa e utilizzando auto prive della livrea d'Istituto e di qualsiasi altro simbolo o scritta che identifichino le auto della Polizia).
L'attività della Squadra mobile è solo ed esclusivamente di tipo investigativo, per cui è dedita prevalentemente all'azione repressiva da porre in essere in presenza della commissione di un reato, mentre l'attività di prevenzione viene normalmente demandata ad altri uffici della questura, quali per esempio l'Ufficio Prevenzione Generale e Soccorso Pubblico.

## Organizzazione
Ognuna delle 105 questure presenti nei capoluoghi di provincia italiani dispone di una squadra mobile che, in base all'estensione del territorio in cui opera, all'incidenza dei fenomeni criminosi e al numero di abitanti, è strutturata attorno a un numero variabile di sezioni, ognuna specializzata in una particolare categoria di reati. Al 2022 esistono cinque fasce organizzative - dette moduli - le quali codificano il numero di sezioni e, di riflesso, anche l'organico di una Squadra mobile, in base alle condizioni sopraesposte: A, A-1, A-2, B e C, il cui numero di sezioni varia da nove, nel caso del primo modulo, a quattro, nel caso del quinto e ultimo.

### Modulo A
Le Squadre mobili organizzate secondo il modulo A sono incardinate nelle questure di Roma, Milano, Napoli e Palermo. Vi è però una differenza parziale, in virtù delle differenti caratteristiche del territorio in cui operano. Esse sono comandate da un funzionario con la qualifica di Primo dirigente, mentre le varie sezioni sono guidate da funzionari con la qualifica di Vice Questore o Vice Questore Aggiunto. Le sezioni sono le seguenti:
- Affari Generali - Gestione del personale, unità analisi e informatica;
- 1ª sezione - Criminalità organizzata e catturandi;
- 2ª sezione - Criminalità straniera e prostituzione;
- 3ª sezione - Reati contro la persona;
- 4ª sezione - Reati in pregiudizio di minori e reati sessuali;
- 5ª sezione - Reati contro il patrimonio e contro la Pubblica Amministrazione;
- 6ª sezione - Contrasto al crimine diffuso;
- 7ª sezione - Antidroga;
- 8ª sezione - Catturandi (Napoli e Palermo)

### Modulo A-1
Le Squadre mobili organizzate secondo il modulo A-1 sono incardinate nelle questure di Bari, Bologna, Catania, Firenze, Genova, Reggio Calabria e Torino. Esse sono comandate da un funzionario con la qualifica di Primo dirigente, mentre le varie sezioni sono guidate da funzionari con la qualifica di Vice Questore o Vice Questore Aggiunto. La suddivisione delle sezioni è la seguente:
- Area Affari Generali - Gestione del personale, unità analisi e informatica;
- 1ª sezione - Criminalità organizzata e catturandi;
- 2ª sezione - Criminalità straniera e prostituzione;
- 3ª sezione - Reati contro la persona, in pregiudizio di minori e reati sessuali;
- 4ª sezione - Contrasto al crimine diffuso;
- 5ª sezione - Reati contro il patrimonio e la Pubblica Amministrazione;
- 6ª sezione - Antidroga

### Modulo B e B-1
Le Squadre mobili organizzate secondo il modulo B e B-1 sono incardinate in ben 31 questure, precisamente quelle di Ancona, Agrigento, Brindisi, Brescia, Cagliari, Caltanissetta, Campobasso, Catanzaro, L'Aquila, Lecce, Messina, Perugia, Potenza, Salerno, Trento, Trieste, Venezia, Caserta, Cosenza, Crotone, Foggia, Modena, Nuoro, Padova, Ragusa, Sassari, Siracusa, Taranto, Trapani, Verona e Vibo Valentia. Esse sono comandate da un funzionario con la qualifica di Vice Questore o Vice Questore Aggiunto, mentre le varie sezioni sono guidate da funzionari con qualifica fino a quella di Commissario Capo. Le sezioni sono suddivise come segue:
- Area Affari Generali - Gestione del personale, unità analisi e informatica;
- 1ª sezione - Criminalità organizzata e catturandi;
- 2ª sezione - Costrasto alla criminilità diffusa, straniera e prostituzione;
- 3ª sezione - Reati contro la persona, in pregiudizio di minori e reati sessuali;
- 4ª sezione - Reati contro il patrimonio e contro la Pubblica Amministrazione;
- 5ª sezione - Antidroga.

### Modulo C
Le Squadre mobili organizzate secondo il modulo C sono incardinate in 61 questure, Alessandria, Andria, Aosta, Arezzo, Ascoli Piceno, Asti, Avellino, Belluno, Benevento, Bergamo, Biella, Bolzano, Chieti, Como, Cremona, Cuneo, Enna, Ferrara, Forlì, Frosinone, Gorizia, Grosseto, Imperia, Isernia, Latina, Lecco, Livorno, Lodi, Lucca, Macerata, Mantova, Massa Carrara, Matera, Novara, Oristano, Parma, Pavia, Pesaro, Pescara, Piacenza, Pisa, Pistoia, Pordenone, Prato, Ravenna, Reggio Emilia, Rieti, Rimini, Rovigo, Savona, Siena, La Spezia, Sondrio, Teramo, Terni, Treviso, Udine, Varese, Verbania, Vercelli, Vicenza e Viterbo; Ovvero quelle più piccole o quelle più tranquille dal punto di vista della criminalità. Esse sono comandate da funzionari con qualifica fino a quella di Commissario Capo, mentre le varie sezioni sono di responsabilità di un appartenente al ruolo degli Ispettori o, in mancanza, al ruolo dei Sovrintendenti. Le sezioni sono suddivise come segue:
- Area Affari Generali - Gestione del personale, unità analisi e informatica;
- 1ª sezione - Criminalità organizzata e straniera;
- 2ª sezione - Reati contro la persona, in pregiudizio di minori, prostituzione e reati sessuali;
- 3ª sezione - Reati contro il patrimonio e contro la Pubblica Amministrazione;
- 4ª sezione - Antidroga e Contrasto al crimine diffuso.

## La sezione "Falchi"
I "Falchi" vennero fondati a Catania nel 1974 dal questore Emanuele De Francesco, come 5ª sezione della Squadra mobile e preposti esclusivamente alla repressione dei crimini di strada; infatti è anche denominata "Squadra antiscippo".
Oggi inquadrate nella sezione "criminalità diffusa", le Squadre Falchi nascono dalla disciolta Sezione Falchi, fino al settembre del 2008 inquadrata in seno all'Ufficio Prevenzione Generale e Soccorso Pubblico; il personale, preposto al contrasto del crimine diffuso, opera esclusivamente in abiti civili e in coppia, a bordo di normali motoveicoli non caratterizzati dai classici colori di istituto.
Attualmente le città dove tale servizio porta ottimi risultati sia in termini di repressione che di prevenzione sono Palermo, Napoli, Catania, Bari, Taranto, Cagliari, Roma e Milano; soprattutto nel capoluogo campano, l'utilizzo di motoveicoli è la vera arma in più nei confronti della criminalità predatoria, dati gli intricati dedali di vicoli che caratterizzano la città partenopea.